# Két város története (Lost)
2006. október 4-én került először adásba az amerikai ABC csatornán a sorozat 48-ik részeként. J. J. Abrams és Damon Lindelof írta, és Jack Bender rendezte. Az epizód középpontjában Jack Shephard áll.

## Ismertető

### Bevezető
Az epizód egy új szereplő, Juliet házában kezdődik. Juliet a könyvklub tagjainak fogadására készülődik. Berak egy CD-t a lejátszóba, és elindítja Petula Clark Downtown című számát. Ezután megnézi magát a tükörben. Nem fest valami jól, ezért megpróbálja rendbeszedni magát. A nappaliban, kialakítja a helyet a többiek fogadására. Ebben a pillanatban megszólal a sütő jelzőhangja, ami a sütés befejeztét jelzi. Juliet túl későn ér oda, így a muffinok odaégnek. Megpróbálja gyorsan kivenni őket, de megégeti a kezét. Eközben valaki csönget az ajtón. Megérkezett az első vendég, Amelia! Odakint, egy férfi Juliet házának vízvezetékrendszerével foglalatoskodik. Amelia tréfásan megkérdi Juliet-től: „hát még mindig nem csinálta meg?”
Miután mindenki megérkezik, kezdetét veszi a társalgás. Ezen a napon Juliet választott könyvet: Stephen King Carrie-jét. Azonban az egyik vendég, Adam igencsak kifogásolja a könyvet. Szerinte ez nem is irodalmi mű, mivel nincs benne metafóra, és számokról meg vallásos hókuszpókuszokról szól. Azt mondja, Ben bizonyára ezért nem jött el ma. Juliet vitába keveredik vele. Ám egyszercsak földrengés rázza meg a házat. Juliet mindenkit az ajtóhoz irányít. Amint véget ér a rengés, mindenki kimegy a ház elé, hogy megnézzék, mi történt.
Az égre felnézve látják, amint az Oceanic 815-ös járata több részre szakad, majd lezuhan. „Henry Gale”, azaz Ben elküldi Ethant, és Goodwint a gép törzs, illetve farokrészéhez, hogy megnézzék, vannak-e túlélők. Megbízza őket, hogy adják ki magukat a repülőgép egy-egy túlélőjének, hogy közelebb férkőzhessenek a többiekhez. Közli, hogy három napon belül „listákat” akar. Megfordulván, észreveszi a könyvet Juliet kezében, és megjegyzi: „úgy tűnik, már nem vagyok a könyvklub tagja”. A kamera távolodásából kiderül, hogy mindez a szigeten játszódik.

### Visszaemlékezések
Miután Sarah elhagyta, Jack mindent megtesz azért, hogy kiderítse, ki Sarah új barátja. Még az óvodához is elmegy (Sarah ott dolgozik), és a kocsiból figyeli, hogy Sarah kikkel beszélget. Miután a válási iroda várószobájában meghallja, hogy Sarah az új barátjával beszélget telefonon, Jack megpróbálja kiszedni belőle, hogy hívják a fickót. Erre Sarah faképnél hagyja Jacket.
Jack továbbra sem adja fel: felhívja az összes számot Sarah mobiljából. Az apja, Christian, észreveszi, és arra kéri, jusson túl a történteken. Éppen ekkor, megszólal Christian telefonja: Sarah üzent neki. Jack felháborodik, hogy Sarah a saját apját hívogatja. Christian szerint ez már megszállottság, amit Jack művel. Jack ezt nem hagyja szó nélkül: „bezzeg az alkoholizmus csöppet sem megszállottság!” – mondja.
Jack a kórházban azt látja, hogy apja jókedvűen telefonál valakivel. Azt hiszi, Sarah-val, ezért titokban követi apja kocsiját, a Lynford Hotel-hez. Jack beront a szobába, ahová apja ment. Kiderül, hogy apja az antialkoholista találkozóra jött. A csoportvezetőtől megtudja, hogy apja sok mindent elmondott róla és a házasságáról. Jack verekedésbe keveredik Christian-nel.
A verekedése miatt, Jacket őrizetbe veszik. Sarah lerakja az óvadékot, és elmegy Jackért. Nem akar beszélni vele, ezért gyorsan a kijárathoz siet. Jack utoléri. Észreveszi, hogy Sarah-ra egy férfi vár a kocsijával. A barátja az. Sarah szerint semmi sem változik meg attól, hogy tudja, kivel jár. Mielőtt elmenne, elmondja Jacknek, hogy az apja annyira részeg volt, mikor felhívta őt a segítségét kérve, hogy alig értette, mit mondott.

### Valós idejű történések
Miután a „Többiek” foglyul ejtették, Jack egy sötét teremben tér magához. Megpróbálja kinyitni az ajtót, de az nem mozdul. Észreveszi, hogy van egy másik ajtó is, és az nyitva van. Elindul felé, ám hirtelen nekimegy egy üvegfalnak. Szét akarja törni, de nem sikerül. Habár látja, hogy minden mozdulatát kamera követi, megpróbálja kitépni a plafonból az onnan lelógó vasláncot. A hangszórón keresztül, a „Többiek” egyike, Juliet arra kéri, fejezze be. Ezután be is megy hozzá. Jack Kate és Sawyer felől érdeklődik, de Juliet semmit nem mond, amíg Jack nem nyugszik meg.
Sawyert egy szabadtéri ketrecbe zárták. A szemközti ketrecben egy fiatal fiút tartanak fogva. Sawyer megpróbál beszélni vele, de nem válaszol. Rájön, hogy valamiféle állatketrecbe zárták, ugyanis egy etetőszerkezet van a ketrecbe építve. Mivel már régóta nem evett és ivott semmit sem, megpróbálja műkösésbe hozni. Kétszer is megnyomja a piros gombot, amin egy kés és egy villa található, de mindössze annyi történik, hogy a hangszóróból a WARNING (Veszély!) szó hallatszik. Újból meg akarja nyomni, ám a szemközt lévő fiú, Karl figyelmezteti: nem kéne. Sawyer nem hallgat rá, és harmadszor is megnyomja. Ám ezúttal, a gép elektromosan sokkolja őt, olyannyira hogy a ketrec túlsó falának vágódik. Később, Karl-nak sikerül kiszabadulnia a ketrecéből, és Sawyert is kiszabadítja. De nem jut messzire: Juliet rátalál és sokkoló lövedéket ereszt a nyakába. Sawyer újra a ketrecben találja magát. Tom odavezeti Karlt, aki bocsánatot kér, amiért belekeverte őt a szökésébe. 
Kate egy zuhanykabin mellett ébred fel. Tom-ot látja maga előtt állva. Tom arra kéri, hogy zuhanyozzon le. Kate megteszi, ám miután végzett, sehol sem találja a ruháját. Észreveszi, hogy az egyik öltözőszekrény ajtajára egy EZT VEDD FEL feliratú papírt ragasztottak. Kate – mivel nem tehet mást – felveszi a ruhát, majd megnézi magát a fürdőszobatükörben. Eközben, Tom visszatér, és sürgetni kezdi Kate-et: „gyerünk Kate, már vár rád”.
Tom és három társa egy tengerpart mellett felállított pavilonhoz vezeti Kate-et, ahol „Henry” terített asztallal várja őt. Arra kéri Kate-et, hogy vegye fel az asztalon elhelyezett bilincset. Kate, miután megtette, megkérdezi „Henry”-től, hol van Sawyer és Kate. „Henry” nem válaszol, ehelyett megjegyzi, hogy ezúttal Sawyert tette első helyre a mondatában. Elmondja, hogy azért hozatta ide reggelizni, és azért kellett felvennie ezt a ruhát, hogy kellemesen érezhesse magát, mivel az elkövetkező két hét eléggé kellemetlen lesz.
Jack apja hangját véli hallani a távbeszélőből. Mintha azt mondaná: „juss túl rajta, Jack”. Juliet egy szendviccsel és egy palack ásványvízzel tér vissza Jackhez. Jack arra kéri őt, hogy szóljon a férfinak, aki a távbeszélőn hívogatja, hogy abbahagyhatja. Juliet szerint a távbeszélő már évek óta nem működik. 
Jack nem hajlandó elfogadni az ételt Juliet-től, ezért Juliet magára hagyja. Később újra visszatér, és figyelmezteti Jacket, hogy ha nem eszik és iszik valamit, akkor a szerek, amiket beadtak neki, hallucinációt fognak okozni nála. Jack beleegyezik, hogy Juliet ételt vigyen be hozzá. Ám amikor Juliet bemegy hozzá, rátámad, majd az összetört tányér egy darabját a nyakához szorítva kilép az ajtón.
A folyosón, Jack ki akarja nyitni a vasajtót, hogy megszökhessen. „Henry” épp arra jár, és óva inti Jacket, hogy kinyissa az ajtót, különben mindhárman meghalnak. Jack nem hisz neki, ezért „Henry” még idejében odébb áll. Az ajtó kinyitásával tömérdek mennyiségű víz árasztja el a folyosót. Juliet, Jack segítségével visszazárja az ajtót, majd leüti Jacket.
Sawyer hosszas próbálkozások árán, rájön, hogy működik az etető. A gép kiad egy nyilvánvalóan állatoknak szánt halas kekszet, és egy kis vizet egy csövön keresztül. Eközben Tom bezárja Kate-et a ketrecbe, ahol nemrég Karl-t tartották. Sawyer, miután beszélget Kate-tel, átdobja neki a halas kekszet.
Juliet visszazárja Jacket a terembe, amiről kiderül, hogy egy akvárium, ami az egyik Dharma-állomás, a Hidra része. Elmondja Jacknek, hogy mindent tudnak róla. Hogy ezt bizonyítsa, beszél Jack fiatalkoráról, a munkájáról, a házasságáról. Mutat neki egy mappát, amiben benne van az egész élete. Jack megkérdezi, hogy csak róla, vagy a rokonairól is van-e szó benne. Juliet sejti, hogy Jack Sarah-ra kíváncsi. Azt mondja, Sarah nagyon boldog. 
Jack végre tényleg beleegyezik, hogy Juliet ételt adjon neki, ezért Juliet kimegy az előcsarnokba, hogy bemehessen hozzá. Odakint, „Henry” várja Juliet-et, aki azt mondja neki, jó munkát végzett. Juliet erre azt mondja: „köszönöm, Ben”, elárulva „Henry” valódi nevét.